# 何崇光
何崇光（1848年—？），字廷熾，號壽南，廣東省順德縣人，清朝政治人物、進士出身。
同治十二年（1874年），鄉試中舉；次年，登進士，改庶吉士。光緒二年，任翰林院編修。光緒九年，任國史館纂修、會試同考官、山東道監察御史。光緒十年，任掌江南道監察御史。光緒十一年，稽查北新倉事務、巡視南城事務。光緒十二年，任掌河南道監察御史。后任戶科給事中。